# Arcades (galerie marchande)
Cet article concerne un centre commercial. Pour la notion d'architecture et toutes autres significations, voir Arcade.
Arcades est un centre commercial régional français situé en Seine-Saint-Denis à Noisy-le-Grand. Il comporte une superficie commerciale de 56 000 m2 et 150 commerces.
Il est géré par le groupe Klépierre à 53,6% depuis 1995, qui s'occupe de la majorité des centres commerciaux européens (tel que Créteil Soleil, Val d'Europe, Grand littoral, Blagnac, Saint-Lazar Paris, Belle Epine, 2 Vallées, Mérignac Soleil, etc.).
Le centre commercial Arcades attire plus de 12,5 millions de visiteurs par an. Il génère un chiffre d'affaires approchant les 335 millions d'euros.
Il est bien desservi par les transports en commun, notamment grâce au réseau RER d'Île-de-France et aux nombreuses lignes de bus.

## Histoire
Ouvert en mars 1978, le centre commercial régional Arcades est construit dans le cadre du développement de la ville.
En 1998, le cinéma du centre ouvre.
En 2008, le centre commercial bénéficie d'une extension du sous-sol, permettant d'accueillir 14 nouvelles enseignes, portant de 146 à 160 le nombre de boutiques disponibles. Le centre bénéficie également d'importants travaux de rénovation d'octobre 2008 à avril 2009.
Dès début 2018, le centre commercial subit sa plus grande rénovation : nouvelles boutiques, nouvelles allées, nouveau luminaires et revêtements de sol sont les travaux mis en œuvre. De ce fait de nombreuses boutiques ferment momentanément leurs enseignes pour se mettre au goût du jour. En effet, le centre ouvert en 1978 est jugé « trop vieillot », l'Esplanade de la commune de Paris, qui permet d’accéder au centre commercial à pied, est aussi modifié,. De plus, l'ancienne gare routière souterraine de Noisy-le-Grand - Mont d'Est se voit être déplacée au dessus des rames du RER A pour que celle ci soit détruite et puisse accueillir une nouvelle esplanade avec jardins et fontaines.

## Boutiques du centre

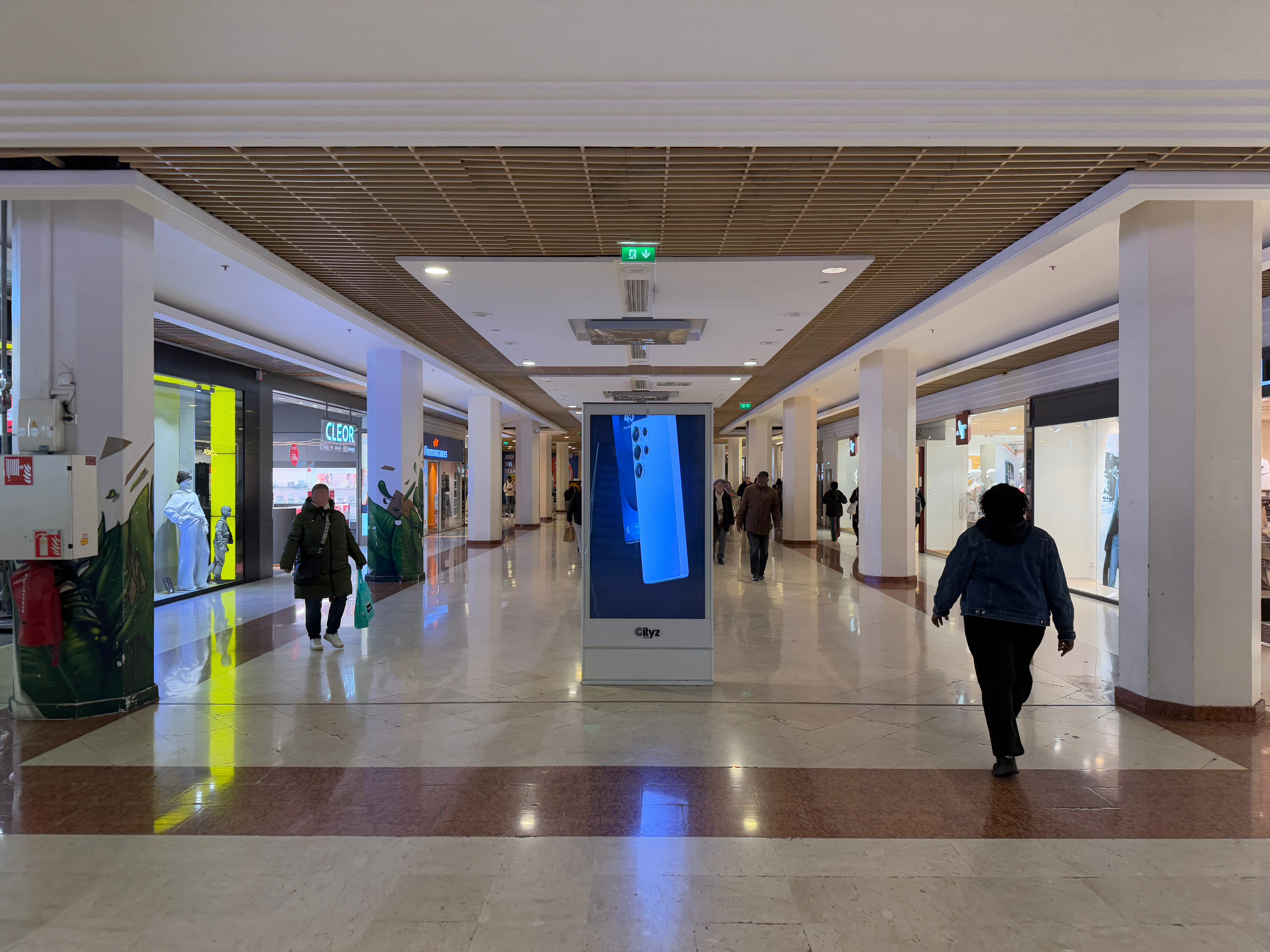
Intérieur du centre commercial.

Doté d'une superficie commerciale de 56 000 m2 répartie sur trois niveaux, le centre abrite près de 150 commerces, soit environ 130 boutiques (d'alimentation dont un hypermarché Carrefour, de vêtements et accessoires, culture et loisirs, services, soin de soi, multimédia, et ameublement), 18 points de restauration, ainsi qu'un cinéma,.
Le cinéma compte 10 salles pour 1778 fauteuils.

## Accès au centre

### Gare ferroviaire (RER A)
Le centre commercial est accessible directement par la ligne A du RER en gare de Noisy-le-Grand - Mont d'Est, qui se situe sous le centre. Les voies sont directement accessibles par le niveau 0 du centre.
De plus en 2013, un accès à la gare a été créé sur l'esplanade pour éviter aux usagers de rentrer au sein du centre, la gare en elle-même a été agrandie au vu du nombre de voyageurs grandissant et les éclairages ont été intensifiés pour que le lieu paraisse plus sûr.

### Gare routière
De nombreuses lignes de bus du Réseau de bus RATP desservent la gare de Noisy-le-Grand-Mont d'Est, et parallèlement le centre commercial. Ce sont les lignes 120, 206, 207, 303, 306, 310 et 320.

### Autoroute n°4
Le centre est aussi desservi par l'autoroute A4 à la sortie n°8 (Marne-la-Vallée – Porte de Paris / Centres Commerciaux).
La mairie de Noisy-le-Grand mène depuis peu (mai 2019) à la restructuration du boulevard de Mont d'Est en créant une voie d'accès direct au centre depuis l'autoroute, et la création de nouvelles entrées et sorties du centre. Les accès aux parkings en formes de grandes spirales blanches bétonnées sont, depuis le début des travaux, détruites.